# أسبرجيلومارازين أ
أسبرجيلومارازين أ هو حمض متعدد الأمين ينتج بشكل طبيعي بواسطة فطريات Aspergillus versicolor. أثبت هذا المركب قدرته على تثبيط اثنين من البروتينات المقاومة للمضادات الحيوية الموجودة في البكتيريا، وهما نيودلهي ميتالو بيتا لاكتاماز 1 [الإنجليزية] (NDM-1) وميتالو بيتا لاكتاماز المشفر بإنتيجرون فيرونا (VIM-2)، هذا التثبيط يجعل البكتيريا المقاومة للمضادات الحيوية عرضة للمضادات الحيوية. 
أسبرجيلومارازين أ هو حمض متعدّد الأمينات يتم إنتاجه بشكل طبييعي في عفن الرشاشيات المبرقشة. وهو مسمّم لأوراق الشعير ونباتات أخرى، وهو ما يُعرَف بـ«السُم C» حين يسبّبه مرض تيرينوفورا تيريس.   
الجزيء هو حمض رباعي الكربوكسيل مع أربع مجموعات COOH. قسم واحد من الجزيء هو حمض الأسبارتيك الأحماض الأمينية. يحتوي هذا على جزيئين ألانين متصلان. يختلف أسبرجيلومارازين ب، في أن آخر ألانين يتم استبداله بالجليسين (الجيلاكين).
في عام 1956 تمّ فصل المادة المتبلورة (الكرستالية)، ولكنها بقيت بدون اسم حتى عام 1965
.
إضافة إلى الرشاشيات المبرقشة، يتم إنتاج أسبرجيلومارازين أ  من خلال الزقّيات الفطرية فيكون مرضاً سامّاً للشعير على صورة بُقَع، وفي هذا المرض الذي يُعتَبر موروثاً جينياً لسبل التخليق البيولوجي لمادة آسبيرجلامارزماين A , L, L-N  (وهما 2 أمينو و2 كاربوكسيسثيل) وكذلك تمّ فصل حامض الإسبارتيك، ووُجِد بأنه يساهم في الخاصيات السامة لهذا الجزيء. وهذا الموروث الجيني أسبرجيلومارازين أ  بحدّ ذاته، ومعه مكوّن اللاكتام اللامائي مارزمانيز A، يُطلَق عليهما معاً اسم مارزماينز (Marasmines)، وهناك منتِجات أخرى لمادة أسبرجيلومارازين أ مثل فطريات فلافوس، وفطريات أوريزا، وغليوسبوريدات الكوليتروتيكم، والمغزلاويات حادّة الأبواغ.
تكون جرعة مادة أسبرجيلومارازين أ على الفئران هي 159. 8/ ملغم/ كغم.